# Demircili
Demircili is een dorp in de provincie Afyonkarahisar in centraal Turkije met 350 inwoners. Demircili is centraal gelegen ten zuiden van de berg Emirdağ, ongeveer 1000 m boven de zeespiegel.
Demircili ligt op 18 km van Emirdağ. Er zijn 46 huizen in Demicili. Er wonen 350 inwoners in Demircili. Er zijn veel mensen in België die van Demircili zijn. De dichtstbij zijnde dorpen zijn Karacalar, Caykisla , Türkmen en Güveççi.
Emirdağ is bekend vanwege de vele immigranten die naar West-Europa immigreerden, voornamelijk naar België. Veel van deze families hebben hun spaargeld in flatgebouwen, bureaus en winkels in Emirdağ geïnvesteerd.